# 東方年表
『東方年表』（とうほうねんぴょう）とは、1955年（昭和30年）以降出版されている年表等を掲載した平楽寺書店から出版されている出版物である。

## 概要
年表には専ら皇帝、王、天皇等の異動と年号のみを記載しており、出来事などは記されていない。
体裁は、西暦、皇紀、干支と中国・朝鮮・東北・日本の帝王・年号等を対照できるようになっている。小型ではあるが内容は詳細であり、歴史研究のための「道具書」・「工具書」等とも呼ばれる参考文献の一種である。古書籍・古文書の調査の現場に持ち込みやすいように小さな判型で作られているにもかかわらず年号に関して調べるときは、これ一冊が手元にあれば、ほとんど用が足りるといわれる。
分野別図書目録の中では歴史図書目録刊行会が発行している『歴史図書総目録』に収録されている他に、編者が仏教史学の専門家であり、かつ平楽寺書店という仏教書専門の出版社から出版されているために、仏教書目録刊行会が発行している『仏教書総目録』にも収録されている。但し、内容に関して特に仏教関係の記述を重視しているような部分は存在しない。
当初はB7判もののみが発行されていたが、1996年から「大字版」と称したA5判の判型のものが発行されるようになり、従来のものは「掌中版」と称されるようになった。「掌中版」と「大字版」は文字の大きさなどが異なるだけで内容は同じである。

## 編者
本書の編集には以下の者が関わっている。いずれも大谷大学に関係する仏教史学研究者であり、暦学等の専門家は含まれていない。
- 本書の奥付等で編者として表記されているのは以下の2人である。
  - 藤島達朗（大谷大学名誉教授、真宗大谷派講師　1907年-1985年）
  - 野上俊静（同上、1907年-1994年、1967年から1969年まで大谷大学学長）
- 本書の「はしがき」によれば、本書の編集に当たって以下の2人の助力を得たとされている。
  - 畑中浄円（1955年当時大谷大学講師）
  - 北西弘（1955年当時大谷大学講師、1986年から1987年まで大谷大学学長）
- この他に仏教書総目録刊行会による仏教書総目録によれば以下の者が編集に関与している[3]。
  - 天野宏英

## 内容
本書は、本文に当たる年表部分と、付録の索引部分から構成される。

### 年表部分
年表部分は事件などは記されておらず、各年ごとに左側から以下の内容となっている。
- 西暦（「西紀」と表記）
- 干支
- 中国の皇帝、王の異動と年号
- 朝鮮（東北地方）の王の異動と年号
- 日本の天皇、上皇、摂関、将軍、執権などの異動と年号
- 皇紀（「日紀」と表記）

西暦、干支、皇紀の記述の幅は全体を通して一定であるが、中国、朝鮮、日本の記述の幅は全体を通して一定ではなく、中国の五胡十六国時代、南北朝時代、朝鮮の三国時代や日本の南北朝時代など、政権が併立している部分では幅が広めに取られている。
年表部分は紀元前660年（神武天皇即位紀元元年）から現在までを対象期間として、20年で1ページを構成している。年表部分の終わりは概ね「現在まで」とされている。1955年の初版の時点では1980年まで記載があり、実際の出版が1980年以降の版でも1980年までの記載であったが、平成に改元した後の1990年に出版された第29刷で平成の改元を取り入れる形で初めて内容が改められた。
以後数年ごとに版を重ねるに従って最後の部分が少しずつ追記されている。なお、本書のページ数は上記の通り1990年発行の版から平成への改元に伴う改定による年表部分のページ数が増えることになり、本来ならこれに伴って後半の付録部分のページ数がずれてしまうところであったが、それまでページ数に数えていた年表本体の部分と付録の部分の間にある仕切紙をページ数に入れない形に改めたため、後半にある付録の部分のページ数はそれ以前の版と変わらないようになっている。

### 付録部分
巻末に以下の付録を付している。
- 帝王歴代一覧
日本、中国、朝鮮、渤海、満州国の天皇、王、皇帝等を在位期間とともに在位順に掲載している。
- 年号索引
日本、中国、朝鮮、渤海、満州国の年号を国別に五十音順に掲載している。
- 干支表
十干十二支についての簡単な一覧表がある。

## 評価（問題点）
本書は、内容は詳細であるとはいっても、暦日や年号問題の専門家ではない一般の東洋史や日本史の研究者にとって役立つことを重視して、「掌中年表」として容易に持ち運べる小型版であるべきという制限のもとに編集されている。また、本書の編者は暦日や年号の専門ではない仏教史学の専門家であるために、本書の編集に当たっては当時（初版編集時点）で一般的に認められていた伝統的な学説に基づいている部分も少なくない。これらの点は、本書の価値や有用性を大きく損なうものではないものの、本書についてはしばしば以下のような点が問題にされることがある。
- 私年号や逸年号はごく一部しか掲載されていない。
- 中国の春秋戦国時代は周の王の異動のみを記しており、諸侯については記していない。
- 本書の収録範囲は中国・日本・朝鮮半島諸国と中国の東北地方に存在した国の一部に限られている。中国周辺にはこれらの国以外にも柔然、高昌、南詔、大理、ベトナムのような中国式の漢字の国名、王名や年号を持った時代のある国がいくつか存在するが、これらの国については掲載されていない。
- 古い時代の日本の年代については日本書紀が記載しているところによっており、古い時代の朝鮮半島諸国の年代については三国史記が記載しているところによっている。現在の学界ではこれらの書籍の記述は古い時代になるほどそのまま史実とは認められないとする見解が有力である。
- 中国については王朝が並立・乱立した時期については異なる見解が存在する場合も少なくなく、資料が断片的にしか存在しない中でその時代を研究している学者が「推測で間を埋めている」ために複数の説が存在するような場合もあるが、このような場合でもほとんどの場合は有力と見なされた一つの説しか記されていない。ことに宋史に列記されている以外は断片的な史料しか残されていない西夏の年号に関しては本書の内容は古い学説に基づいたものであると批判されることもある。またこのように説が分かれるような場合の記述に付いても誰の説による（またはどのような文献に基づく）記述なのかの説明はない。
- 日本で太陽暦であるグレゴリオ暦が採用された1872年（明治5年）までは太陰太陽暦である元嘉暦、儀鳳暦、大衍暦、五紀暦、宣明暦、貞享暦、宝暦暦、寛政暦、天保暦といった和暦が使用されており、この期間は単純に西暦と和暦は年が対応しているわけではないがその点についての説明は一切無い。

## 書誌情報
- 『東方年表』（掌中版）平楽寺書店、初版1955年1月15日、第36刷2007年5月20日。 ISBN 4-8313-0120-5 ISBN 978-4-8313-0120-8
- 『東方年表』（大字版）平楽寺書店、初版1996年9月20日。 ISBN 4-8313-1030-1